# Stadio Parque Artigas
Lo stadio Parque Artigas è un impianto calcistico di Paysandú in Uruguay.

## Storia
Fondato nel 1995, ha una capacità di 25 000 spettatori e ospita le partite casalinghe del Paysandú e del Paysandú Bella Vista, le due principali squadre della regione. È stato tra i quattro stadi che hanno ospitato la Copa América 1995.